# István Pelle
István Pelle (Budapest, 26 luglio 1907 – Buenos Aires, 6 marzo 1986) è stato un ginnasta ungherese.